# Francisco Crespo y Denis
Juan Francisco Crespo y Denis (Santa Fe, abril de 1791 - San Isidro, 1849) fue un militar argentino que participó en la guerra de independencia de su país, en la guerra del Brasil, en las guerras civiles argentinas y enfrentando el Bloqueo anglo-francés del Río de la Plata.

## Biografía hasta el cargo gubernamental

### Origen familiar y primeros años
Juan Francisco Crespo y Denis había nacido en abril de 1791 en la ciudad de Santa Fe que era la capital de la tenencia de gobierno homónima dentro de la superintendencia de Buenos Aires, la cual formaba parte del Virreinato del Río de la Plata.
Se educó en Buenos Aires y se enroló en el Batallón de Andaluces para combatir contra las Invasiones Inglesas.

### Participación en la guerra de independencia
En 1810 formó parte del Ejército del Norte durante la primera expedición auxiliadora al Alto Perú, luchando en las batallas de Cotagaita, Suipacha y Huaqui.
Regresó a Buenos Aires y en 1812 se incorporó al sitio de Montevideo, en el que sirvió hasta la caída de la ciudad realista, en 1814.
Pasó al Ejército de los Andes y realizó la campaña a Chile, combatiendo en las batallas de Chacabuco y Maipú. Posteriormente participó en la Expedición Libertadora del Perú, destacándose por su heroica participación en la captura de las fortalezas del Callao.
Participó en la Campaña de Intermedios, luchando en las batallas de Torata y Moquegua. De regreso a Lima, fue tomado prisionero por los realistas cuando se produjo la Sublevación del Callao.

### En la Guerra del Brasil y en las civiles argentinas
Regresó a Buenos Aires en 1826. Participó en la guerra del Brasil y luchó en la batalla de Ituzaingó, por la que fue ascendido al grado de coronel. Permaneció leal a las fuerzas del gobernador Manuel Dorrego cuando este fue derrocado por Juan Lavalle en diciembre de 1828.
Se incorporó a las fuerzas de Juan Manuel de Rosas, con las cuales hizo la campaña de 1829 contra Lavalle – participando en la batalla de Puente de Márquez – y la de 1831 contra José María Paz.

## Comandante político y militar de Patagones
Desde 1829 hasta 1833 fue comandante militar de Carmen de Patagones, siendo remplazado por el coronel Sebastián Olivera.

### Viaje a Buenos Aires
Fue el segundo jefe de las fuerzas nacionales en la batalla de la Vuelta de Obligado y reemplazó a Lucio Norberto Mansilla cuando este fue herido. Sostuvo durante varias horas el combate, contra toda esperanza de triunfo, y solo ordenó la retirada cuando el coronel Juan Bautista Thorne se quedó sin balas para sus cañones. En 1837 volvería a ser comandante militar de Patagones.
En 1841 fue nombrado capitán del puerto de Buenos Aires. Al año siguiente defendió la isla Martín García contra un ataque francés.

### Fallecimiento
A la muerte de Manuel Corvalán ejerció como edecán de Rosas. Falleció dos años más tarde, en 1849.